# The Howling (film)
Howling  (titlu original: The Howling) este un film de groază american din 1981 regizat de Joe Dante. Rolurile principale au fost interpretate de actorii Dee Wallace, Patrick Macnee, Dennis Dugan și Robert Picardo. A primit Premiul Saturn pentru cel mai bun film de groază.

## Distribuție
- Dee Wallace - Karen White
- Patrick McNee - Dr. George Waggner
- Dennis Dugan - Chris Halloran
- Christopher Stone - R. William "Bill" Neill
- Belinda Balaski - Terri Fisher
- Kevin McCarthy - Fred Francis
- John Carradine - Erle Kenton
- Slim Pickens - Sam Newfield
- Elisabeth Brooks - Marsha Quist
- Robert Picardo - Eddie Quist
- Margie Impert - Donna
- Noble Willingham - Charlie Barton
- James Murtaugh - Jerry Warren
- Jim McKrell - Lew Landers
- Kenneth Tobey - Older Cop
- Dick Miller - Walter Paisley